# 包明扬
包明扬（法語：Stanislas-Gabriel-Henri Baudry, M.E.P.，1887年11月27日—1954年8月6日），天主教宁远教区主教（1927年3月18日-1954年8月6日），法国巴黎外方传教会会士。
1887年11月27日，包明扬出生在法国卢瓦尔河地区大区旺代省塞夫尔河畔苹果园。1913年9月28日，25岁晋升神甫。赴中國传教。1927年3月18日（39岁）由教廷任命为寧遠府代牧，领Isauropolis主教衔 。同年10月30日，由成都宗座代牧駱書雅主教、敘府宗座代牧唐靄鐸主教、重庆宗座代牧尚惟善主教祝圣 。1946年4月11日，罗马教廷建立中国圣统制，包明扬任天主教宁远教区主教。1950年回国。
1954年8月6日，包明扬主教去世，年66岁。